# Abdul Kader Keïta
Abdel-Kader Keïta (født 6. august 1981), kendt som Abdul Kader Keïta eller blot Kader Keita, er en ivoriansk tidligere fodboldspiller, der har spillet 72 landskampe og scoret 11 mål. 